# Щербань Михайло Іванович
Миха́йло Іва́нович Щербань (1985—2014) — сержант Збройних сил України, учасник російсько-української війни.

## Життєпис
Народився 1985 року в селі Пилипча Білоцерківського району Київської області. У 2002 році закінчив Пилипчанську загальноосвітню школу І—ІІІ ступенів. Після закінчення школи працював у товаристві з обмеженою відповідальністю «Пилипчанське» різноробом та на приватному підприємстві Вдовика В. П. Військову службу розпочинав у смт Десна Чернігівської області командиром механізованої бригади. Далі служба проходила в Автономній Республіці Крим сержантом у бригаді берегової охорони.
Мобілізований у першу хвилю мобілізації навесні 2014 року. Заступник командира бойової машини — навідник-оператор 5-го механізованого взводу 5-ї механізованої роти 2-го механізованого батальйону, 72-га окрема механізована бригада.
9 серпня 2014-го загинув під час виконання бойового завдання в зоні проведення бойових дій поблизу села Розівка Шахтарського району Донецької області.
Удома лишилися син Владислав 2006 р.н. та дружина.
Похований на кладовищі села Пилипча.

## Нагороди та вшанування
- 14 листопада 2014 року за особисту мужність і героїзм, виявлені у захисті державного суверенітету та територіальної цілісності України, вірність військовій присязі під час російсько-української війни, відзначений — нагороджений орденом «За мужність» III ступеня (посмертно).
- Почесний громадянин Білоцерківського району (посмертно)
- його портрет розміщений на меморіалі «Стіна пам'яті полеглих за Україну» у Києві: секція 2, ряд 10, місце 15
- у травні 2017 року в Пилипчі на будівлі школи відкрито й освячено меморіальну дошку на честь Михайла Щербаня.